# Marcel Souberbielle
Marcel Souberbielle (Nueva York, Estados Unidos, 29 de noviembre de 1991) es un baloncestista profesional uruguayo nacido en los Estados Unidos que actualmente se desempeña como alero en Malvín de la Liga Uruguaya de Básquetbol.

## Trayectoria
Souberbielle nació en Nueva York, pero su familia emigró a Montevideo, Uruguay, en 1995. Jugó al baloncesto en las divisiones formativas de Malvín, al mismo tiempo en que actuó con el equipo de la Uruguayan American School. Guio a sus compañeros en la conquista de tres ediciones de la South American Activities Conference, una competición reservada para instituciones educativas de origen estadounidense en Sudamérica. Gracias a ello consiguió una beca para asisitir a la Universidad de Indiana de Pensilvania y formar parte de los IUP Crimson Hawks, equipo de baloncesto que participa de los torneos de la División II de la NCAA.
En sus cuatro temporadas en el baloncesto universitario estadounidense entre 2010 y 2014, Souberbielle se consagró dos veces campeón de la Pennsylvania State Athletic Conference (2011 y 2013) y terminó su temporada de senior designado como capitán del equipo. En los recesos, el jugador se sumó a diversas escuadras del Metro. 
Tras culminar sus estudios y titularse como comunicólogo, regresó a Uruguay con la intención de jugar profesionalmente a tiempo completo. Malvín le ofreció un contrato en septiembre de 2014 y en abril de 2015 contribuyó con la conquista del título de la Liga Uruguaya de Básquetbol. 
Un año después se incorporó a los Leones de Ponce del Baloncesto Superior Nacional de Puerto Rico. Luego de ello retornó a Malvín, pero en 2017 volvió al equipo ponceño. Ella sería su última experiencia en el baloncesto puertorriqueño hasta su reaparición en 2022 como jugador de Capitanes de Arecibo.
En Uruguay el jugador se consagró campeón nuevamente de la LUB en la temporada 2017-18, siendo además nombrado como el MVP de las finales.
En 2019 dejó a su club para fichar con Nacional, también de la LUB. Pero en 2022 firmó un contrato por dos temporadas con Malvín, haciendo así su regreso a la institución que lo formó.

## Selección nacional
Souberbielle representó a Uruguay en el Campeonato FIBA Américas Sub-18 de 2008 organizado en Argentina.
Con la selección absoluta disputó el Campeonato FIBA Américas de 2015. 

## Vida privada
El baloncestista es impulsor del proyecto Jugá en USA, el cual tiene por objetivo facilitar la inclusión de jugadores de Uruguay y de otros países sudamericanos en campos de entrenamiento en los Estados Unidos a los que asisten reclutadores de universidades norteamericanas. Fue al colegio nuestra señora del Lourdes en Malvin donde concurrió por 2 años.  